# Ike and Tina Turner
 (avril 2012).
Si vous disposez d'ouvrages ou d'articles de référence ou si vous connaissez des sites web de qualité traitant du thème abordé ici, merci de compléter l'article en donnant les références utiles à sa vérifiabilité et en les liant à la section « Notes et références ».
Ike and Tina Turner est un duo américain composé du guitariste Ike Turner et de la chanteuse Tina Turner. Spécialisé dans le rhythm and blues, le duo a connu une certaine renommée dans les années 1960 et les années 1970.

## Carrière
Leur premier succès est A Fool in Love (en)  en 1960. Il est suivi de nombreux autres dont It's Gonna Work Out Fine et I Idolize You. La chanson River Deep, Mountain High (1966), enregistrée par Tina Turner sans son mari sous la direction de Phil Spector, connaît un succès mondial. Elle est classée no 3 en Angleterre.
Ike et Tina Turner enregistrent de très nombreux albums sous de multiples labels : Sue, Kent, Warner Bros, Innis, Pompei, Philles, Blue Thumb, Minit, Liberty, United Artists...
Par suite de problèmes relationnels (l'addiction d'Ike à la cocaïne le rend violent), le couple se sépare en 1976. Chaque membre entame alors une carrière en solo. Si Tina Turner devient dans les années 1980 la « reine du rock'n'roll » et l'une des artistes les plus populaires au monde avec des ventes dépassant les 180 millions d'albums, Ike, dont les albums sont des échecs, ne renouera avec le succès que sur le tard en remportant le Grammy Award du meilleur album de blues traditionnel avec Risin' with the Blues, quelques mois avant sa mort le 12 décembre 2007.

## Vie privée
Le couple a eu deux enfants, Craig et Ronnie Turner. Ronnie fut marié à la chanteuse française Afida Turner jusqu'en 2017.

## Discographie partielle

### Albums studio
- The Soul of Ike and Tina Turner (Sue Records, 1960)
- Don't Play Me Cheap (Sue Records, 1963)
- Dynamite! (Sue Records, 1963)
- It's Gonna Work Out Fine (Sue Records,1964)
- The Soul of Ike & Tina (Kent, 1966)
- Get It - Get It (Cenco Records, 1966)
- River Deep, Mountain High (A&M Records, 1966)
- Outta Season (Blue Thumb Records, 1968)
- So Fine[2] (Pompeii Records, 1968)
- Cussin', Cryin' & Carryin' On[3] (Pompeii Records, 1969)
- The Hunter (Blue Thumb Records, 1969)
- Come Together (Liberty Records, 1970)
- Workin' Together (Liberty Records, 1970)
- 'Nuff Said (United Artists Records, 1971)
- Feel Good (United Artists Records, 1972)
- Let Me Touch Your Mind (United Artists Records, 1972)
- Nutbush City Limits (United Artists Records, 1973)
- Sweet Rhode Island Red (United Artists Records, 1974)
- The Gospel According to Ike and Tina (United Artists Records, 1974)
- Airwaves (United Artists Records, 1978)
- The Bolic Sound Sessions[4] (Bolic ? 1976 ?)

### Albumslive
- Live (Kent, 1965)

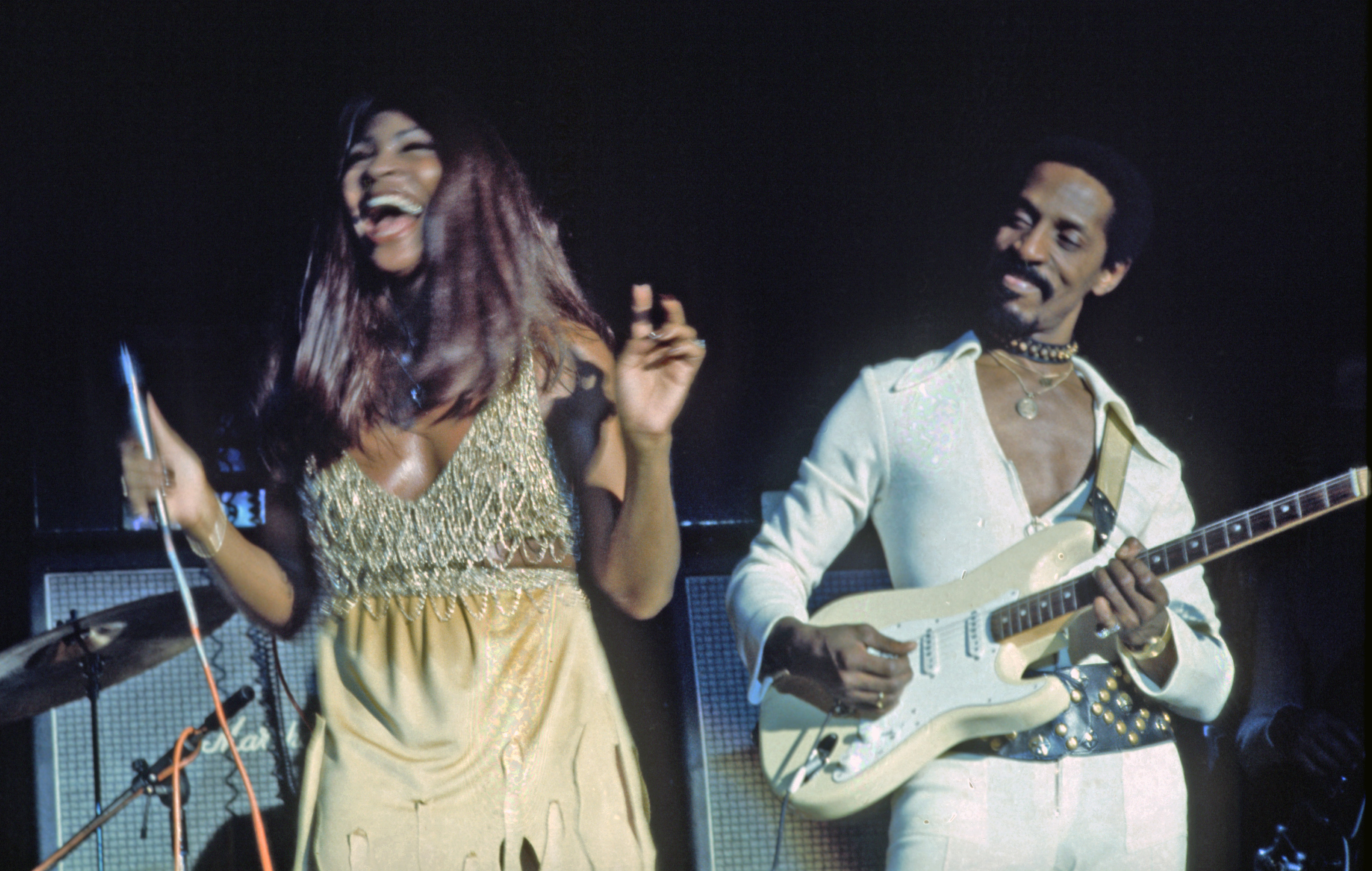
Ike & Tina Turner sur scène en 1972

- Live! The Ike and Tina Turner Show (Warner Bros. Records, 1965)
- The Ike & Tina Turner Show Vol. 2 (Loma, 1966)
- In Person (Minit,1969)
- Ike & Tina Turner's Festival of Live Performances (Kent, 1970)
- Live In Paris - Olympia 1971 (Liberty, 1971)
- What You Hear Is What You Get - Live At Carnegie Hall (United Artists Records, 1971)
- The World of Ike and Tina Turner - Live! (United Artists Records, 1973)
- Get Yer Ya-Ya's Out! (album live des Rolling Stones sorti en 1970, le concert d'Ike & Tina Turner n'apparait seulement que sur la réédition de 2009)

### Compilations
- Proud Mary: The Best of Ike and Tina Turner (EMI, 1991)
- Proud Mary and Other Hits (EMI, 1992)
- Funkier Than a Mosquito's Tweeter (EMI, 2002)
- The Ike and Tina Turner Story - 1960-1975 (Time Life/WEA, 2007)
- The Great Rhythm & Blues Sessions (Tomato. 1991)